# 巴龍刀

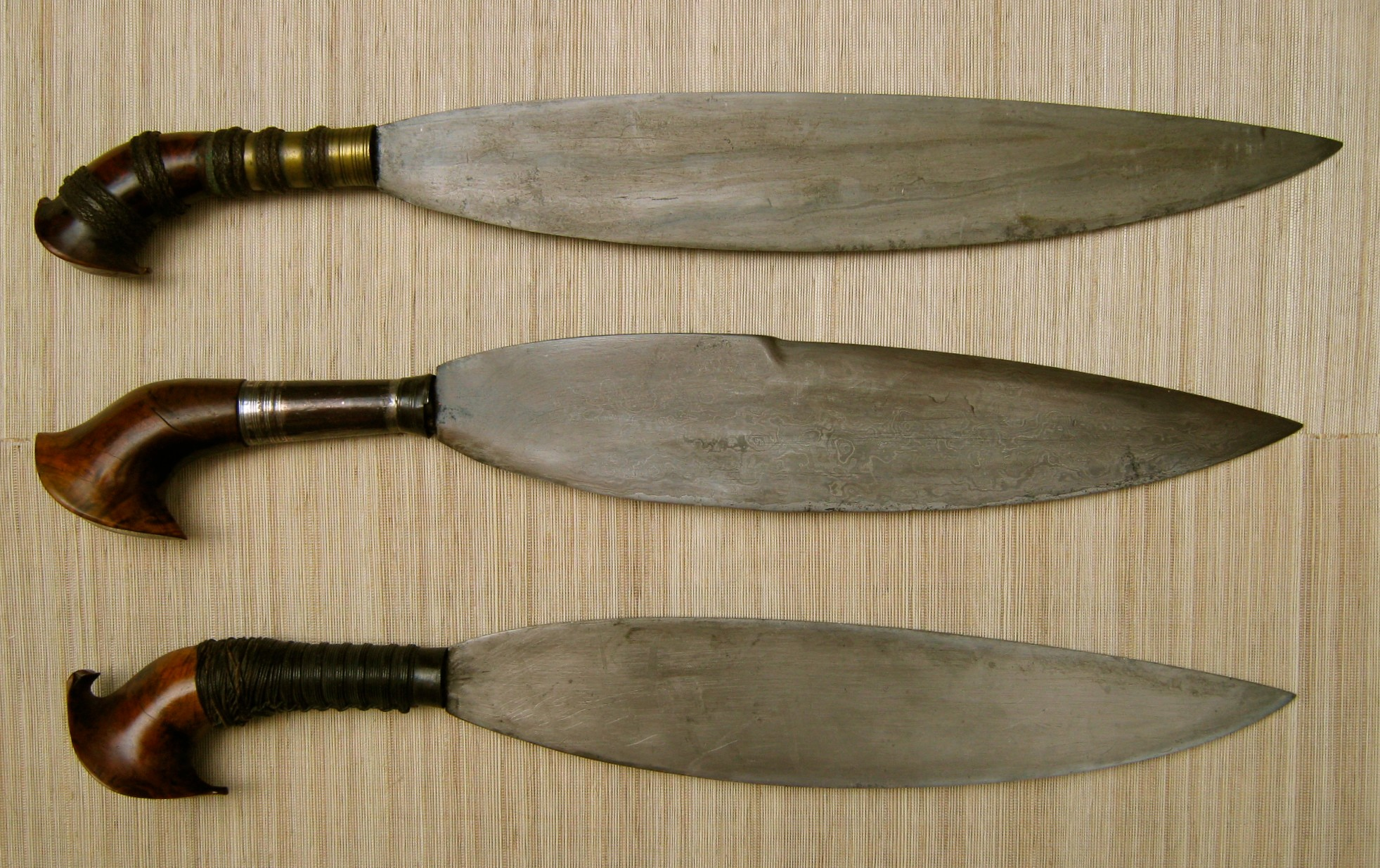
十九世紀的巴龍刀

巴龍刀（英語：Barong），是一種單刃的刀劍，刀身厚重，形狀如同葉子。它是菲律賓南部穆斯林居民的傳統刀劍。
它的刀身極為厚重，以增加它砍劈的能力，長度約25至56公分長。